# Marilyn Vance
Marilyn Vance é uma figurinista e produtora cinematográfica norte-americana.

## Filmografia parcial

### Figurinista
- Tar Beach (2009)
- My Best Friend's Girl (2008)
- Mystery Men (1999)
- G.I. Jane (1997)
- Pacific Blue (81 episodes, 1996-2000) (TV)
- Sommersby (1993)
- Medicine Man (1992)
- The Last Boy Scout (1991)
- The Rocketeer (1991)
- Predator 2 (1990)
- Die Hard 2 (1990)
- Pretty Woman (1990)
- Little Monsters (1989)
- Die Hard (1988)
- Throw Momma from the Train (1987)
- Predator (1987)
- The Untouchables (1987)
- Ferris Bueller's Day Off (1986)
- Pretty in Pink (1986)
- The Breakfast Club (1985)
- Romancing the Stone (1984)
- 48 Hrs. (1982)
- The Misadventures of Sheriff Lobo (1979) (TV)

### Produtora
- Unknown Sender (6 episodes, 2008) (TV)
- Red Letters  (2000)
- Pacific Blue (101 episodes, 1996-2000) (TV)
- Digging to China (1998) (producer)
- Intimate Sessions (9 episodes, 1998) (TV)
- The Legend of Gator Face (1996)
- Embrace of the Vampire (1995)
- Timecop (1994)
- The Getaway (1994)
- Judgment Night (1993)
- The First Power (1990)